# Kreissparkasse Schwalm-Eder
Die Kreissparkasse Schwalm-Eder ist eine öffentlich-rechtliche Sparkasse mit Sitz in Melsungen in Hessen. Ihr Geschäftsgebiet umfasst den Schwalm-Eder-Kreis abzüglich des Gebiets, das durch die Sparkasse Borken-Schwalmstadt bedient wird.
Ihr Träger ist der Schwalm-Eder-Kreis. Dem Sparkassen- und Giroverband Hessen-Thüringen gehört die Kreissparkasse Schwalm-Eder als eine von 34 hessischen Sparkassen an.

## Sparkassen-Finanzgruppe
Die Kreissparkasse Schwalm-Eder ist Teil der Sparkassen-Finanzgruppe und gehört damit auch ihrem Haftungsverbund an. Er sichert den Bestand der Institute und sorgt dafür, dass sie auch im Fall der Insolvenz einzelner Sparkassen alle Verbindlichkeiten erfüllen können. Die Sparkasse vermittelt Bausparverträge der regionalen Landesbausparkasse, offene Investmentfonds der Deka und Versicherungen der SV SparkassenVersicherung. Im Bereich des Leasing arbeitet die Kreissparkasse Schwalm-Eder mit der  Deutschen Leasing zusammen. Die Funktion der Sparkassenzentralbank nimmt die Landesbank Hessen-Thüringen wahr.

## Geschäftsausrichtung und Geschäftserfolg
Die Kreissparkasse Schwalm-Eder wies im Geschäftsjahr 2023 eine Bilanzsumme von 2,615 Mrd. Euro aus und verfügte über Kundeneinlagen von 1,915 Mrd. Euro. Gemäß der Sparkassenrangliste 2023 liegt sie nach Bilanzsumme auf Rang 186. Sie unterhält 28 Filialen/Selbstbedienungsstandorte und beschäftigt 378 Mitarbeiter.

## Fusion
Am 1. April 2017 hat die Sparkasse Schwalm-Eder die Stadtsparkasse Felsberg aufgenommen.